# Victor Ubogu
Victor Eriakpo Ubogu (Lagos, 8 settembre 1964) è un ex rugbista a 15 e imprenditore britannico di origine nigeriana, internazionale per l'Inghilterra, con la quale, nel ruolo di pilone, fu selezionato in due Coppe del Mondo.

## Biografia
Ubogu è nato in Nigeria, Paese nel quale crebbe fino all'età di 13 anni, fin quando la sua famiglia si trasferì in Inghilterra; lì Ubogu completò gli studi superiori e si iscrisse all'Università di Oxford, e iniziò la sua carriera al Moseley, club di Birmingham.
Passò poi al Bath dove si laureò più volte campione inglese, e una volta campione d'Europa, nel ruolo di pilone.
Nel 1992 esordì in Nazionale, e fece anche parte della squadra che vinse il Cinque Nazioni 1995 con il Grande Slam.
In quello stesso anno fu selezionato nella rosa ufficiale per la Coppa del Mondo di rugby 1995 in Sudafrica, dove disputò tutti i cinque incontri in cui l'Inghilterra fu impegnata.
Quattro anni dopo, invece, prese parte alla Coppa del Mondo di rugby 1999 in Galles, ma non fu mai utilizzato: la sua ultima partita internazionale risaliva a qualche mese prima, in giugno contro l'Australia per la Cook Cup.
Ritiratosi dal rugby, si dedicò dapprima alla conduzione del bar che aveva aperto a Londra, per poi impegnarsi nella carriera manageriale; infine, dal 2004, è attivo nell'imprenditoria e gestisce la compagnia da lui fondata, la VU Ltd, la quale si occupa dell'organizzazione dell'ospitalità e degli spostamenti in occasione di eventi sportivi internazionali, in particolare di rugby e cricket.

## Palmarès
- Premiership: 7
Bath: 1988-89, 1989-90, 1990-91, 1991-92, 1992-93, 1993-94, 1995-96
- Coppe Anglo-Gallesi: 9
Bath: 1984-85, 1985-86, 1986-87, 1988-89, 1989-90, 1991-92, 1993-94, 1994-95, 1995-96
- Heineken Cup: 1
Bath: 1997-98